# Baigneaux (Gironda)
Baigneaux é uma comuna francesa na região administrativa da Nova Aquitânia, no departamento da Gironda. Estende-se por uma área de 7,89 km². Em 2010 a comuna tinha 450 habitantes (densidade: 57 hab./km²).